# Acanthonevra desperata
Acanthonevra desperata
 es una especie de insecto del género Acanthonevra de la familia Tephritidae del orden Diptera. 
Erich Martin Hering la describió científicamente por primera vez en el año 1939.